# Baekduiaceae
Baekduiaceae es una familia de bacterias grampositivas del orden Solirubrobacterales. Fue descrita en el año 2019. Actualmente solo contiene un género: Baekduia. Su etimología hace referencia al monte Baekdu, China. Son bacterias aerobias e inmóviles. Catalasa y oxidasa positivas. Forman colonias blancas. Se han aislado de suelos de campos. 

## Taxonomía
Actualmente contiene un solo género y 2 especies:
- Baekduia alba
- Baekduia soli